# إيان أنغوس
إيان أنغوس هو ناشط اشتراكي بيئي من كندا. انضم أنغوس إلى الحزب الديمقراطي الجديد (الحاكم) في عام 1962، ومن ثم انضم إلى الاشتراكيين الشباب YS في أوتاوا في عام 1964. كان ناشطاً في YS وعصبة العمل الاشتراكي لغاية 1970. شارك انجوس في تشكيل حزب التروسكيست الثوري الكندي في عام 1977.

## عمله
هو مؤسس ومدير مشروع التاريخ الاشتراكي، وكان رئيس تحرير الصوت الاشتراكي. كان محرراً في المناخ والرأسمالية، وكان عضواً مؤسساً وعضو اللجنة التنسيقية لشبكة الاشتراكية البيئية الدولية، وهو أيضاً المحرر الاستشاري للمقاومة الاشتراكية.

## منشوراته
- مؤلف مشارك، مع سيمون بتلر، الكثير من الناس؟ السكان والهجرة، والأزمة البيئية (كتب هايماركت، 2011)
- رئيس تحرير صحيفة المكافحة العالمية للعدالة المناخية: مناهضة الرأسمالية لظاهرة الاحتباس الحراري وتدمير البيئة (كتب مقاومة، 2009).
- البلاشفة الكندية:السنوات الأولى من الحزب الشيوعي الكندي (الطليعة منشورات 1981؛ الطبعة الثانية ترافورد للنشر، 2004.)